# Тимощук Михайло Петрович
Миха́йло Петро́вич Тимощу́к (13 серпня 1987 — 13 серпня 2014) — старший солдат 128-ї окремої гірсько-піхотної бригади Збройних сил України, учасник російсько-української війни.

## Життєвий шлях
Народився 1987 року в місті Рівне, мав старших сестру Наталію й двох братів. У 1996 році переїхав до Берегового, за місцем проживання мами — батько помер. Навчався у ЗОШ № 5 міста Берегове, 2009-го закінчив Закарпатський угорський інститут імені Ференца Ракоці II за спеціальністю «історія-географія», отримав диплом вчителя історії. Але Михайло вирішив спробувати себе в іншій професії, у 2010 році пішов служити за контрактом у Збройні сили України.
Старший солдат, старший механік-водій 128-ї окремої гірсько-піхотної бригади, військова частина А1556, псевдо «Професор».
Загинув у день свого народження під час обстрілу з РСЗВ «Град» підрозділів бригади в районі с. Новоганнівка (Краснодонський район) Луганської області.
Поховали Михайла в Береговому 17 серпня 2014 року.

## Нагороди та вшанування
За особисту мужність і героїзм, виявлені у захисті державного суверенітету та територіальної цілісності України, вірність військовій присязі під час російсько-української війни, відзначений — нагороджений
- орденом «За мужність» III ступеня (14.3.2015, посмертно)
- відзнакою «За оборону Луганського аеропорту» (посмертно)
- Вшановується 13 серпня на щоденному ранковому церемоніалі вшанування українських захисників, які загинули цього дня в різні роки внаслідок російської збройної агресії[1].
- Його портрет розміщений на меморіалі «Стіна пам'яті полеглих за Україну» в Києві: секція 2, ряд 6, місце 28.